# Alabama Avenue
Alabama Avenue è una fermata della metropolitana di New York situata sulla linea BMT Jamaica. Nel 2019 è stata utilizzata da 628 299 passeggeri. È servita dalla linea J, attiva 24 ore su 24, e dalla linea Z, attiva solo nell'ora di punta del mattino in direzione Manhattan e nell'ora di punta del pomeriggio in direzione Queens.

## Storia
La stazione fu aperta il 5 settembre 1885. È stata ristrutturata tra gennaio e dicembre 2005.

## Strutture e impianti
La stazione è posta su un viadotto al di sopra di Fulton Street, ha due binari e una banchine ad isola. Il mezzanino, posizionato sotto il piano binari, ospita le scale per accedere alla banchina, i tornelli e le due scale per il piano stradale che portano all'angolo sud-est dell'incrocio con Alabama Avenue.

## Interscambi
La stazione è servita da alcune autolinee gestite da NYCT Bus.
- Fermata autobus